# 胡泽君
胡泽君（1955年3月—），女，重庆人，西南政法学院师资班哲学专业毕业，中国法律思想史专业法学硕士研究生。1976年2月加入中国共产党，是中共第十七届中央候补委员，第十八届、十九届中央委员。前任中华人民共和国审计署审计长。现任全国政协人口资源环境委员会副主任。

## 早年经历
胡泽君早年响应中共中央关于“知识青年上山下乡”的号召，在四川省西充县仁和公社插队劳动，曾任县团委副书记。1977年，任南充地区知青工作领导小组副组长。
1978年进入西南政法学院师资班学习；1982年，攻读中国法律思想史专业硕士；毕业后，留校任教。历任西南政法学院共青团委书记、法律系助教、讲师、副教授，研究生处副处长、处长。

## 从政经历
1991年6月，胡泽君出任西南政法学院党委副书记；1995年2月，升任学校党委书记；期间，于1994年9月至1995年7月，在中共中央党校一年制中青年干部培训班学习。进修结束后，当年11月，胡泽君调司法部工作；历任政治部副主任、副部长。2004年7月，任中共广东省委常委、组织部部长。2010年6月，出任最高人民检察院党组副书记、常务副检察长，曾兼任中央社会管理综合治理委员会委员、中央保密委员会委员、中央维护稳定工作领导小组成员（2013.07）等职。
2017年4月，胡泽君出任中华人民共和国审计署审计长，成为首位女审计长。2019年11月5日，在第74届联合国大会上当选为联合国审计委员会委员，任期自2020年7月1日至2026年6月30日。2020年6月，到龄卸任审计署审计长。8月，增补为全国政协人口资源环境委员会副主任。